# Marcos Silva
Marcos Silva (* 8. September 1954 in Rio de Janeiro) ist ein brasilianischer Fusionmusiker (Keyboards, Synthesizer, Arrangement, Komposition) und Musikproduzent, der zur Jazzszene der amerikanischen Westküste gehört.

## Leben und Wirken
Silva erhielt zwischen 1968 und 1971 eine Musikausbildung (vor allem Klavier und klassische Gitarre) am Museu da Imagem e do Som. Seit 1973 ist er als professioneller Musiker tätig. Er arbeitete schon früh mit Leny Andrade, Emilio Santiago, Marcio Montarroyos, Jon Lucien und Claudio Roditi. Von 1982 an war er zwei Jahrzehnte für die Band von Flora Purim und Airto Moreira, The Fourth World, als musikalischer Leiter tätig, mit der er weltweit auf Tourneen war; auch war er an Stelle von Gil Evans als Arrangeur und Dirigent von Airtos Missa Espiritual (1983) tätig. Seine eigene Gruppe Intersection, mit der er zwei Alben vorlegte, leitet er seit 1984. Weiterhin arbeitete er mit Toninho Horta, Paquito D’Rivera (1984–1986), Ricardo Silveira, Dori Caymmi, Nana Caymmi, Danilo Caymmi, Edu Lobo und Joyce Moreno. 1988 arrangierte er für Dizzy Gillespie. 2001 wurde er als Gastmusiker von Ivan Lins zu dessen Album Jobiniando eingeladen.
Seine Kompositionen und Arrangements wurden von Bud Shank, Herbie Mann, Toninho Horta, Romero Lubambo, dem New Yorker Trio da Paz ebenso wie von Flora Purim und Airto Moreira eingespielt. Sein Arrangement von Milton Nascimentos Esquinas für Flora Purim wurde 1986 für den Grammy nominiert. Als Produzent betreute er Viva Brasils Messages und Sandy Cresmans Homenagem Brasileira.
Silva ist daneben auch als Musikpädagoge tätig; seit 1997 lehrt er an der Jazzschool in Berkeley.

## Diskographische Hinweise
- Intersection:  Here We Go (Concord Records/Crossover, 1986)
- Intersection: White & Black (Concord Records/Crossover, 1988)
- Bud Shank: Tomorrow's Rainbow (1989)
- Harvey Wainapel: Ambrosia – The Music of Kenny Barron (A-Records, 1996)
- Mary Fettig: Brazilian Footprints (2008, mit Michael Spiro, Chico Pinheiro, Scott Thompson, Celso Alberti, Alex Calatayud, Claudia Villella)